# イングランドの演劇
本稿ではイングランドにおける演劇について説明する。演劇はローマ人たちによってイングランドへともたらされた。そして上演のための場所として、オーディトリアムが国内のいたる処に建設された。

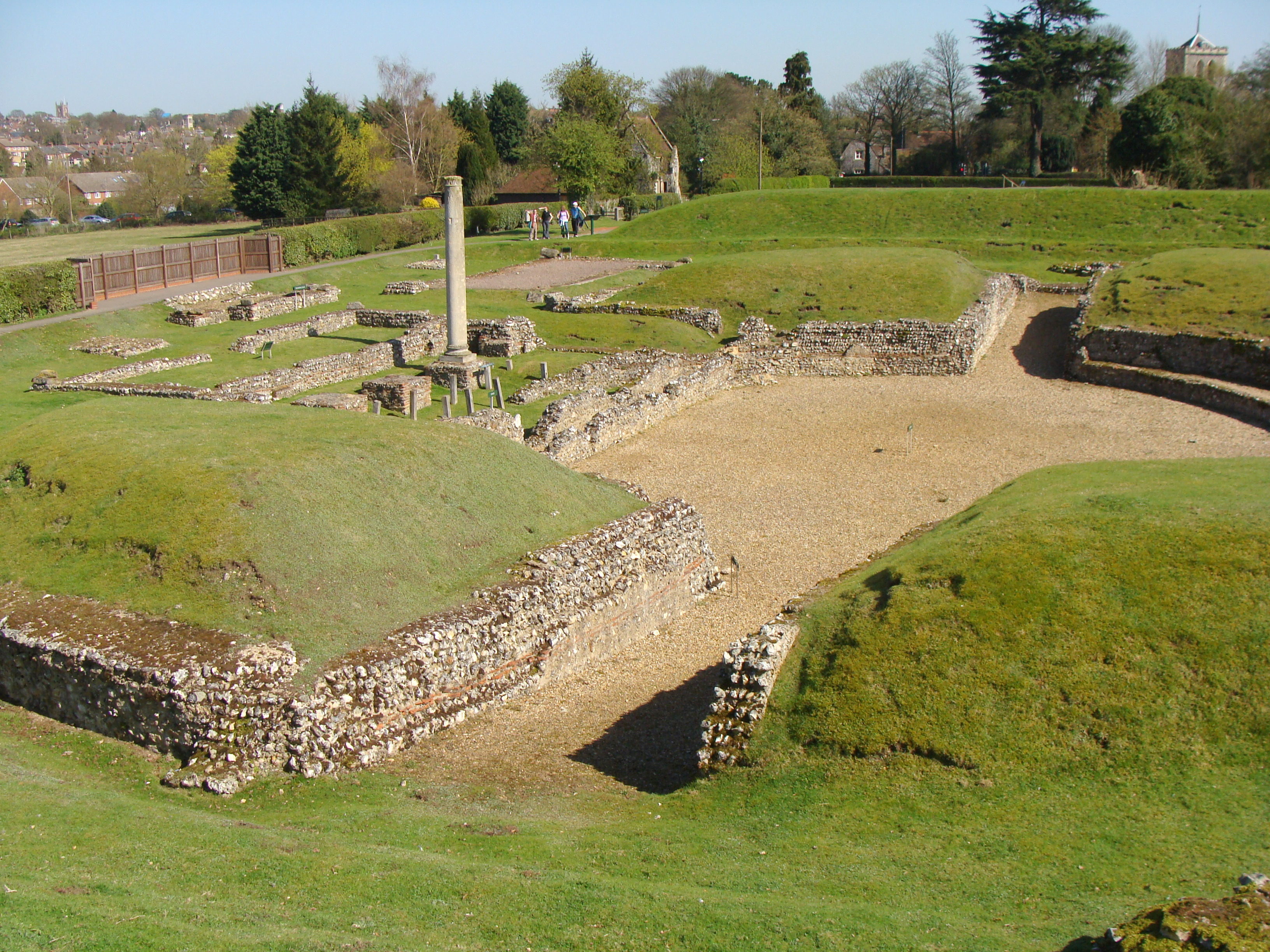
イングランド、ハートフォードシャー所在のローマ劇場

## 中世期
中世期までには、国内にて民族劇ママーズ・プレイや、民族舞踊モリス・ダンスの路上公演が発展しており、それらの内容は、聖ゲオルギオスによるドラゴン退治やロビン・フッドを取り扱ったものが中心であった。これらの作品は古い物語を語りなおした民話や伝承が基になっており、俳優たちは街から街へと旅をしては観衆の前で公演を行い、その見返りとして金やもてなしを受けていた。

### 神秘劇

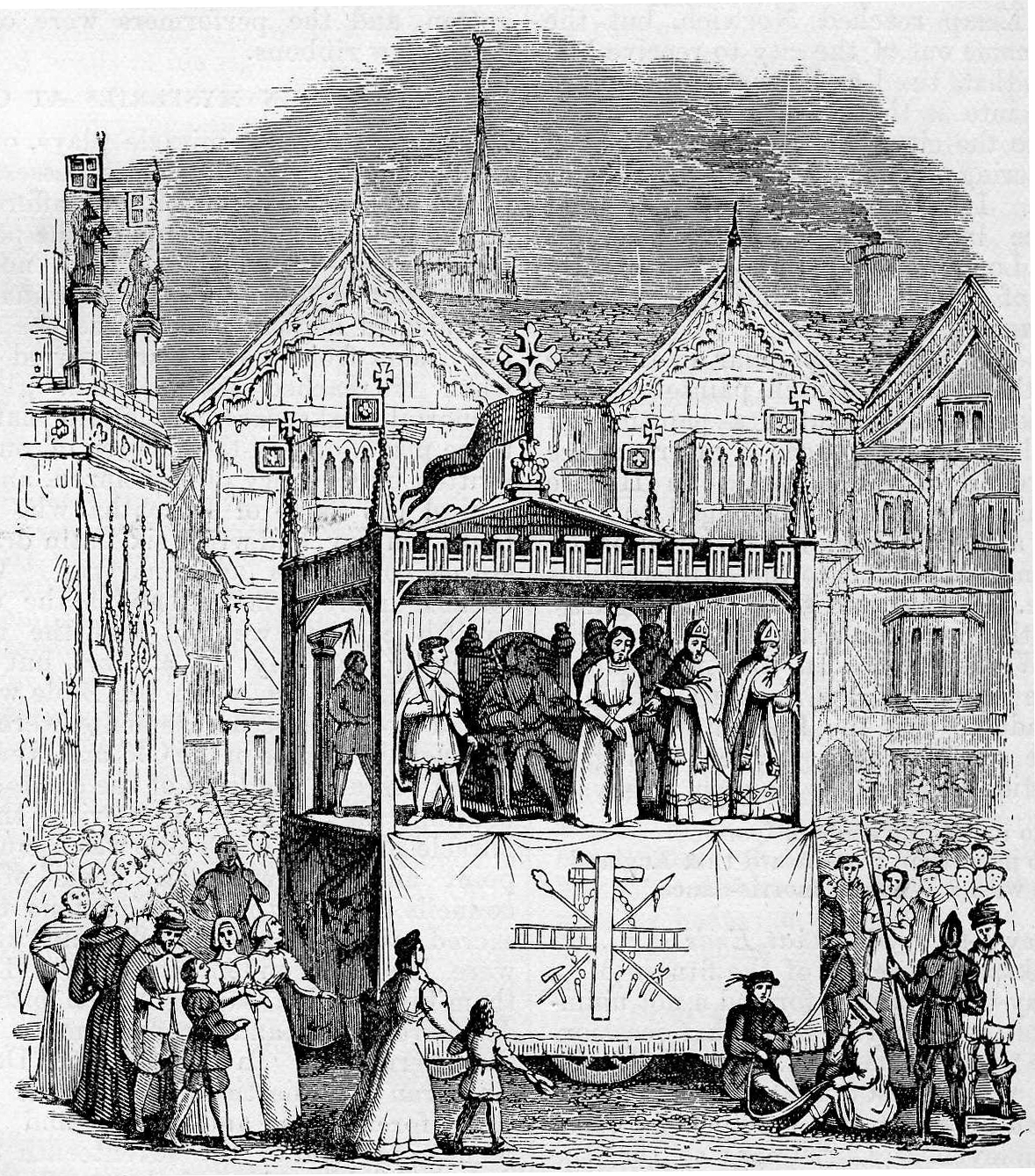
19世紀の画家デイヴィッド・ジーによる15世紀の受難劇の様子を描いた作品。

神秘劇または奇跡劇（両者は時にそれぞれ違うものとして区別されるが、用語としては交互に使用されている）は、黎明期においてはフランスを中心とする中世ヨーロッパで公式に発展した演劇である。中世の神秘劇は、交唱歌を伴う活人画同様、教会内において聖書の物語を再現することに焦点を合わせていた。これらの劇は10世紀から16世紀にかけて発展し、15世紀にはその人気が頂点に達し、プロフェッショナル演劇が誕生し繁栄していくことによって時代遅れのものとなった。名称は『奇跡（miracle）』という観念において用いられた『神秘（mystery）』に由来する。しかし時に、語源は手工業ギルドによって行われた演劇である「クラフト（Craft）」を意味する『ミステリウム（misterium）』であると引用されることもある。
中世後期より、完全な、あるいはほぼ完全な形で現存している、英語で書かれた聖書劇群が存在している。これらが時に「サイクル」だと見なされるにもかかわらず、今なお信じられているのは、この用語が、それらの作品群が実際に保有している以上の内容の首尾一貫性を、これらの作品群に帰しているという事だ。最も完全な形で残っているのは、48のパジェントより成るヨーク・ミステリー・プレイである。これらの作品はヨーク市内にて、14世紀中ごろから1569年まで上演された。32のパジェントより成るウェイクフィールド・ミステリー・プレイもある。これらの作品は真の「サイクル」であったとかつては考えられており、中世後期の1576年まで、ウェイクフィールドの街にて、聖体の祝日ごろに上演されていた。ルーダス＝コヴェントリー（N-タウン・プレイやヘッジ・サイクル（Hegge cycle）とも呼ばれる）は、少なくとも3つの古く、そして互いに関係のない劇を改訂し編集して作成されたものであり、そして24のパジェントより成るチェスター・ミステリー・プレイは、エリザベス朝時代に中世の伝説を再構築したものであると、現在では広く意見が一致している。新約聖書を題材とした2つのパジェントコヴェントリー・ミステリー・プレイと、ノリッジおよびニューカッスル・アポン・タインにて1つずつ発見された野外劇も現存する作品である。それらに加えて、マグダラのマリアの生涯を基にした15世紀の劇作品『アブラハムとイサクのブロム・プレイ』と、16世紀の劇作品『聖パウロの回心』が現存する。ともにイースト・アングリア地方より出てきている。中英語で書かれた劇作品以外には、オーディナリアの名で知られている、コーンウォール語で書かれた3つの劇が現存している。
これらの聖書劇群は、内容において大きく異なる。殆どの作品は、「ルシファーの堕落」、「人類の創造と堕落」、「カインとアベル」、「ノアの方舟」、「アブラハムとイサク」、「キリストの降誕」、「ラザロの蘇生」、「キリストの受難」、そして「キリストの復活」といったエピソードを含んでいる。他の野外劇は、「モーセ」、「預言者の行進」、「イエスの洗礼」、「荒野の誘惑」、そして「聖母の被昇天と戴冠」の物語を含んでいた。これらの作品は、新たに発生した手工業ギルドによって後援されるようになった。一例として、ヨークの織物業者は野外劇「最後の審判」を後援した。他のギルドは自らの職業に関連したシーンを提供した。例えば大工たちのギルドは、「ノアの方舟」を建造するシーンを提供し、パン屋たちのギルドは、「パン五つ、魚二匹」の奇跡を描いた劇に協力した。そして「三賢者の訪問」では、賢者たちがささげる黄金、乳香、没薬が鍛冶屋たちのギルドから提供された。しかしギルドは、全ての街にとって、劇を上演する方法だと理解されるものという訳ではない。チェスターの野外劇がギルドとの関連があった一方で、N-タウン・プレイがギルドと関連があった、あるいはパジェント・ワゴンの上で上演された事を示すものはない。おそらく著名な神秘劇の大部分は、少なくとも現代の読者ないし観客にとってはウェイクフィールドの作品群であるが、不運なことに我々はタウンリー写本が本当にウェイクフィールドにて上演された劇であるかどうかを知る事ができない。しかし『第2の羊飼いの劇』中に登場する Horbery Shrogys（ホーベリーはシティ・オブ・ウェイクフィールド内に所在する村）への言及は強く示唆に富むものである。

### 道徳劇
道徳劇は中世期およびテューダー朝期の舞台娯楽の一ジャンルである。その全盛期には、これらの劇は「中間劇」（道徳的なテーマを含む含まずに関わらず、劇作品に対して与えられた用語）として知られていた。 道徳劇は、主人公が様々な道徳的属性の擬人化したものと出会うアレゴリーの一類型である。作品中で、道徳的属性が擬人化した存在は主人公を信心深い生活または悪のひとつへと駆り立てようとする。ヨーロッパにおいては、道徳劇は15世紀から16世紀にかけて最も人気があった。宗教に基づく中世の神秘劇から生じたため、道徳劇はヨーロッパ演劇にとって、より世俗的な土台への転換を意味した。
『エヴリマン』は15世紀後期の道徳劇作品である。ジョン・バニヤンが1678年に第1部を発表したキリスト教的寓意物語『天路歴程』のように、『エヴリマン』は寓話的な登場人物を用いる事によって、キリスト教における救済の問題を、そして救済へと到達するために人間がなさねばならぬ事を考察する。その前提となるものは、人間の人生における善悪が、元帳中の記述のように、死後に神によって勘定されるという事だ。劇はエヴリマンの生涯の寓話的会計である。エヴリマンは全人類を意味する。行動していくうちに、エヴリマンは彼に同行する他の登場人物を納得させようとする、彼自身の評価を向上させられるという希望を抱きながら。全ての登場人物もまた寓話的だ、ひとりひとりが、仲間意識、道具、そして知識といった抽象的な概念を擬人化したものである。善悪の葛藤は、登場人物間が相互に作用することにより劇的に表現される。

## ルネサンス: エリザベス朝およびジャコビアン期
イギリス・ルネサンス期として知られている時期（だいたい1500年から1660年にかけて）は、演劇、そしてすべての芸術の最盛期であった。最初期の英語で書かれた喜劇の候補作となるのは以下の2作品だ - ニコラス・ユーダル作『ラルフ・ロイスター・ドイスター』（1552年頃）と、作者不詳（ジョン・スティル作と推定された事がある）の『ガマー・ガートンの縫針』（1566年頃）。これらは16世紀の作品とされる。

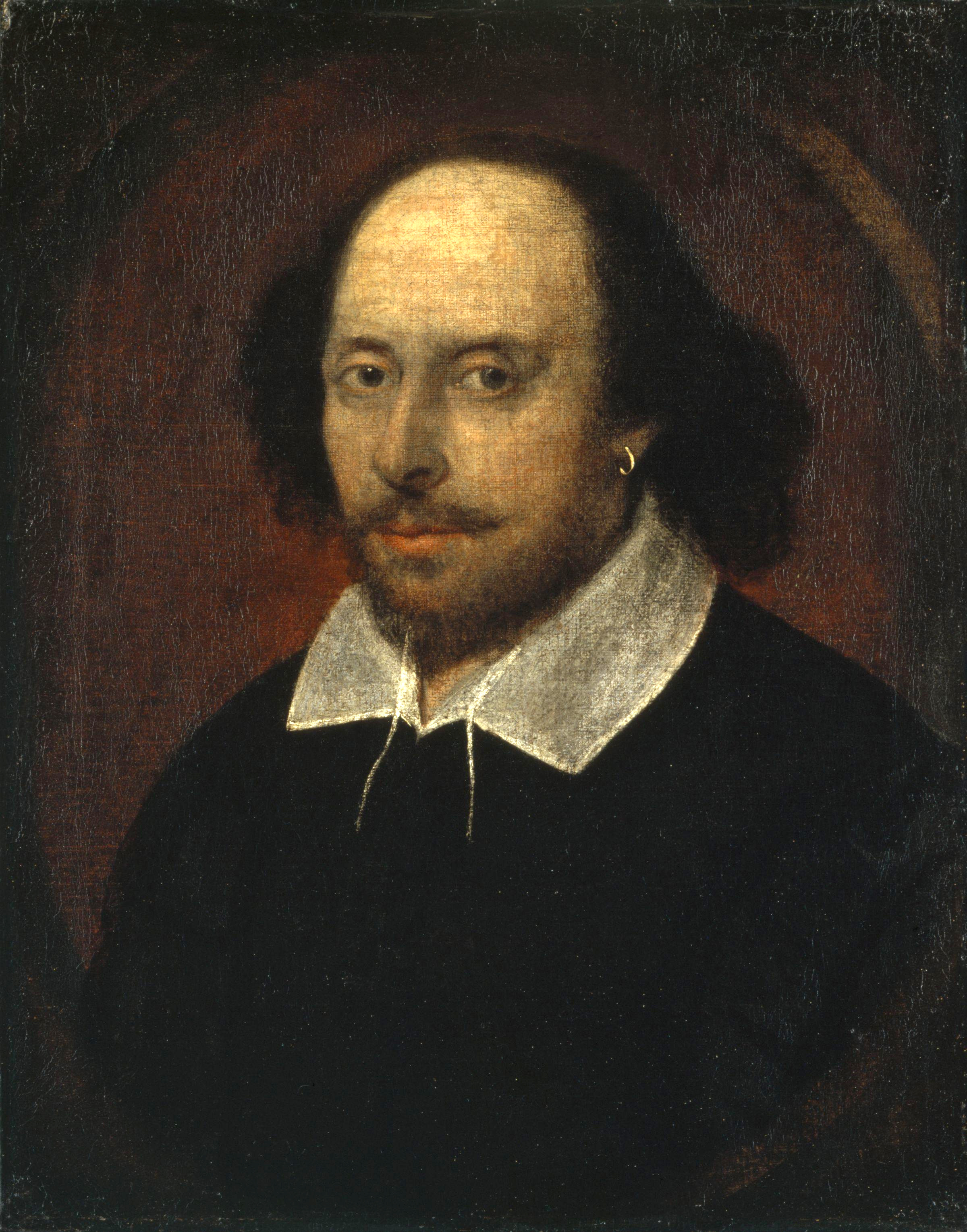
ウィリアム・シェイクスピア（チャンドス・ポートレイト）

エリザベス1世治世下（1558-1603年）およびジェームズ1世治世下（1603-25年）、すなわち16世紀後期から17世紀初期にかけての期間は、ロンドンを中心とした文化（それは宮廷風でありながら大衆的でもあった）が優れた詩と演劇とを産み出した。劇作家たちはイタリアの型に興味をそそられており、イタリア人俳優の著名な集団が、ロンドンに定住していた。言語学者で辞書学者のジョン・フローリオ（彼の父親はイタリア人であった）はジェームズ1世下の宮廷にて語学の個人教師を務めていた。フローリオはウィリアム・シェイクスピアの友人であり、影響を与えた可能性がある人物であったが、彼がイタリア語およびイタリア文化の多くをイギリスへ伝えていた。フローリオはミシェル・ド・モンテーニュの作品を英語に翻訳した人物でもあった。エリザベス朝最初期の劇作品の中にはトマス・サックヴィル作『ゴーボダック』（1561年）と、トマス・ノートン・トマス・キッドによる復讐悲劇『スペインの悲劇』（1592年）が含まれる。これらの作品はシェイクスピアの『ハムレット』に影響を与えた。
シェイクスピアはこの時期、詩人・劇作家として、今のところでは無比の存在として際立っている。彼は専業の文人ではなかったし、そしておそらくはグラマースクールでの教育を受けただけである。彼が執筆を始めた時、弁護士でも政治家でもなかったし、当時のイギリス劇壇を牛耳っていた「大学才人」でもなかった。しかし彼は大変な才能があり信じがたいほど多才であった、そしてこの素性の怪しい「舞台を揺るがす者」（"shake-scene"）をあざけったロバート・グリーンのような、プロの劇作家たちを超える存在となった。彼自身俳優であり、自作の劇を上演する劇団の運営に深くかかわっていた。この時期の大多数の劇作家たちは、特定のジャンルを専門に扱う傾向があった、歴史劇専門、あるいは喜劇ないし悲劇専門というように。しかしシェイクスピアは、これら3つのジャンル全ての作品を産みだしたという点で珍しい存在である。彼の38作ある戯曲には、『ハムレット』（1599-1601年）、『リア王』（1605年）などの悲劇、『真夏の夜の夢』（1594-96年）、『十二夜』などの喜劇、『ヘンリー四世』第1部・第2部（1597年以前-99年）などの歴史劇が含まれる。これに加えて彼は「問題劇」や「ビター・コメディ（またはダーク・コメディ）」と呼ばれる作品を書いた。この中には『尺には尺を』（1603-04年頃）、『トロイラスとクレシダ』（1602年頃）、『冬物語』（1610-11年頃）、そして『終わりよければ全てよし』（1603－04年頃）の4作品が他の作品に交じり含まれている。彼の作品の大半が成功をおさめたとはいえ、「最も優れた作品」と見なされてきた作品をシェイクスピアが書いたのは晩年期であった。その時期に作品には『ハムレット』（1600-02年頃）、『オセロ』（1602年）、『リア王』（1604-06年頃）、『マクベス』（1599-1606年頃）、『アントニーとクレオパトラ』（1606-07年）、そして（共作者なしで）彼が書いた最後の作品『テンペスト』（1610-11年頃）が含まれる。
この時期の重要な劇作家は、シェイクスピア以外では、クリストファー・マーロウ、トマス・デッカー、ジョン・フレッチャー、フランシス・ボーモント、ベン・ジョンソン、そしてジョン・ウェブスターがいる。
マーロウはシェイクスピアより数か月早く誕生しただけの同時代人であるが、マーロウが自らの作品の主題として、博学者の道徳的問題に他の題材以上に注目していたという点において、両者は異なっている。マーロウは近代科学によって開かれた最先端の領域と、ドイツの題材に基づいた図画に魅了され、畏敬の念を抱いていた。そして彼は、知識への渇望と、人が生み出した科学技術の力を限界へと推し進めていこうとする欲望に取りつかれた科学者・魔術師を描いた『フォースタス博士の悲劇』（1592年頃）によって、ファウストの物語をイギリスへ紹介したのである。
ジョンソンは風刺劇、とりわけ『ヴォルポーネ』（1605-06年）、『錬金術師』（1610年）、『浮かれ縁日/バーソロミュー・フェア』といった作品によってこの時代で最も知られている劇作家である。ジョンソンは宮廷仮面劇（俳優たちが仮面を着用して演じる美文調の演劇）をもしばしば執筆した。ジョンソンの美学的思想は中世にルーツがあり、登場人物の気質は四体液説に基づいている。しかしラテン文学の典型的な人物描写からも影響を受けていた。それゆえにジョンソンは典型的人物やカリカチュアを創り出す傾向があったが、登場人物たちは「非常に生き生きと描写されているため典型的人物を超越する存在となっている」。ジョンソンはスタイルの支配者であり、才能めざましき風刺作者であった。ジョンソンが手掛けた著名な喜劇作品である『ヴォルポーネ』は、金をだまし取らんとする人々の一群が如何にして最高の詐欺師に騙されるのかを、悪徳により罰せられる悪徳を、報酬を分け与える美徳を読者たちに見せている。
ジョンソンのスタイルを踏襲する劇作家たちの中にはボーモント・アンド・フレッチャー（フランシス・ボーモントとジョン・フレッチャーを指す）も含まれる。ボーモントが手掛けた喜劇作品である『ぴかぴかすりこぎ団の騎士』（1607-08年頃）は、隆盛する中流階級、そして特にその中でも文学趣味を口述筆記させるふりをするものの、その実文学については全く無知である成金たちを風刺している。物語の中で、食料品屋の夫婦は読み書きができない自分たちの息子に舞台で主役を演じさせようとしてプロの俳優たちと口論する。
ジャコビアン期の演劇で風刺劇の他に人気があったのは復讐劇であった。このジャンルはジョン・ウェブスターによって広められたが、シェークスピアの『ハムレット』や『タイタス・アンドロニカス』をも含む。ウェブスターの代表作である『白い悪魔』（1612年）と『モルフィ公爵夫人』（1612-13年）は気味悪く穏やかではない作品である。ウェブスターは人間の本質を最も完膚なきまでに暗く描くことによって、エリザベス朝およびジャコビアン期の劇作家としての名声を得たのである。ウェブスターの悲劇作品は人間の恐ろしいまでの像を読者に示している。そして自作の詩「不死のささやき」（1918-19年）の中で、T・S・エリオットは人々の記憶に残るようにこう言っている、ウェブスターはいつも「皮膚の下の頭蓋骨」（the skull beneath the skin、2行目）を見ていたと。ウェブスターの劇作品は大体18－19世紀には人々の記憶から忘れられていたが、20世紀に入ると「強い関心の復活」(a strong revival of interest) が起こり、再び人々の目に触れるようになった。

## 文献
1. ↑  Ward, Augustus William (1875). “CHAP. 1 The Origin of the English Drama”. History of English dramatic literature. Vol. 1. London, England: Macmillan. p. 23
2. ↑  “mystery, n1 9”. オックスフォード英語辞典. Oxford, England: Oxford University Press. (December 2009)
3. ↑  Gassner, John; Quinn, Edward (1969). “England: middle ages”. The Reader's Encyclopedia of World Drama. London: Methuen. pp. 203–204. OCLC 249158675
4. ↑  Oxenford, Lyn (1958). Playing Period Plays. Chicago, IL: Coach House Press. p. 3. ISBN 0853435499
5. ↑  Mikics, David (2007). A New Handbook of Literary Terms. New Haven, CT: Yale University Press. p. 194. ISBN 9780300106367
6. ↑  Richardson, Christine; Johnston, Jackie (1991). Medieval drama. London, England: Macmillan. pp. 97-98. ISBN 978-0312046125
7. ↑  Abrams, M. H. (1999). A Glossary of Literary Terms (7th. ed.). San Diego, California: Harcourt Brace. p. 246. ASIN B002ATYTX8
8. ↑  Evans, Robert C.(2000). Jonson's critical heritage In Harp, Richard; Stewart, Stanley. The Cambridge companion to Ben Jonson. Cambridge, England: Cambridge University Press. pp. 189–202. ISBN 0-521-64678-2.
9. ↑  富樫剛 (2014) ベン・ジョンソン 石塚久郎他編『イギリス文学入門』 東京都、三修社 pp. 68-69.
10. 1 2  Leech, Clifford Jonson Ben Jonson ブリタニカ百科事典 2016.8.12付。 ※要会員登録
11. ↑  Whispers of Immortality BY T. S. ELIOT （英語） ポエトリー・ファウンデーション（英語版）公式サイト 2017.7.15 07:20 (UTC) 閲覧
12. ↑  Drabble, Margaret (1999), The Oxford Companion to English Literature.  Oxford: Oxford University Press. p.1063